# Universitätsarchiv Münster
Das Universitätsarchiv Münster (bis 30. September 2023 Universitätsarchiv der Westfälischen Wilhelms-Universität Münster) ist eine zentrale Einrichtung der Universität Münster.
Es ist eines der größten Universitätsarchive in Deutschland. Das Archivgut umfasst ca. 6.500 laufende Regalmeter, die sich auf mehr als 470 Bestände und 300 Zugänge verteilen.
Das Universitätsarchiv Münster verwahrt die bei den Einrichtungen der Universität entstandenen Akten und sonstigen archivwürdigen Unterlagen und macht sie für die Benutzung – insbesondere hochschul- und wissenschaftsgeschichtliche Forschung – zugänglich. Ergänzend sammelt das Archiv Druckschriften, Plakate, Bild- und Tondokumente sowie Professorennachlässe und unterhält eine Bibliothek zur Universitätsgeschichte.

## Geschichte
Das Universitätsarchiv der Universität Münster wurde durch Beschluss des Senats vom 12. Juni 1912 gegründet. Im darauffolgenden Wintersemester 1912/13 ist es erstmals im Vorlesungsverzeichnis aufgeführt. Erster Universitätsarchivar war der Historiker Aloys Meister. Er richtete das Universitätsarchiv im damaligen Hauptgebäude der Universität Münster am Domplatz ein. Nach seinem Tod folgten 1925 Karl Spannagel und 1931 Anton Eitel, beide wie ihr Vorgänger Ordinarien für mittlere und neuere Geschichte der Universität Münster. Nachdem Anton Eitel 1942 von allen seinen Ämtern entbunden wurde, konnte der Rektor den Direktor des Staatsarchivs Münster und Honorarprofessor Johannes Bauermann für das Amt des Universitätsarchivars gewinnen. Bauermann sorgte dafür, dass das Archiv ausgelagert und vor der Vernichtung durch die alliierten Bomben gerettet wurde. Bis 1966 war das Archiv in den Räumen des Staatsarchivs Münster eingelagert und wurde dann in universitäre Räume in der Steinfurter Str. 107 verlegt.
Ende 1977 legte Bauermann die Leitung des Universitätsarchiv nieder. Ihm folgte ab 1. Juli 1978 der Honorarprofessor Wilhelm Kohl, der wie Bauermann zuvor Direktor des Staatsarchivs Münster gewesen war. Am 1. April 1979 wurde dem Archiv dann erstmals eine feste Stelle zugewiesen, die mit Rohtraud Müller-König besetzt wurde. Sie übernahm die Geschäftsführung des Archivs. 1996 wurde das Archiv in die heutigen Räume auf dem neu eingerichteten Leonardo-Campus, der von Universität, Fachhochschule und Kunstakademie Münster genutzt wird, verlegt. Nachfolger Müller-Königs wurde 1998 Robert Giesler, der auch heute noch als geschäftsführender Beamter fungiert. Kohl zog sich Ende 2004 von der Leitung des Universitätsarchivs zurück, die dann mit Beginn des Jahres 2005 als erste hauptamtliche Archivleiterin Sabine Happ übernahm. Derzeit sind vier Mitarbeiter im Archiv tätig.

## Bestände
Die Bestände dokumentieren die Geschichte der heutigen Universität Münster, die 1902 gegründet wurde, sowie ihrer Vorgängereinrichtungen, der ersten Universität Münster von 1780 bis 1818, der Theologischen-Philosophischen Lehranstalt Münster von 1818 bis 1832 sowie der Akademie Münster von 1832 bis 1902. Eine ausführliche Beständeübersicht sowie Findbücher zu 188 Beständen sind online verfügbar.

## Publikationen
Das Universitätsarchiv Münster publiziert seit 2008 im Verlag Aschendorff eine eigene Schriftenreihe (Veröffentlichungen des Universitätsarchivs Münster), in der bislang 17 Bände zu verschiedenen universitätsgeschichtlichen Themen herausgegeben wurden. Seit 2015 veröffentlicht das Universitätsarchiv Münster zusammen mit der Zentralen Kustodie der Universität Münster eine Schriftenreihe namens „Nike. Kunst und Geschichte an der Universität Münster“, in der bisher sechs Hefte erschienen sind.
Zusammen mit der Kontaktstelle „Studium im Alter“ der Universität Münster hat das Universitätsarchiv Münster ein Projekt mit älteren und jüngeren Studierenden durchgeführt, bei dem die Lebenswege von Opfern des Nationalsozialismus an der Universität Münster erforscht wurden. Die Kurzbiographien in Form von Gedenkblättern sind auf der Website des Projekts „flurgespräche“ publiziert. Anfang 2018 wurden sie zudem als Band 12 der „Veröffentlichungen des Universitätsarchivs Münster“ in Buchform veröffentlicht.